# Günter A. Buchwald
Günter A. Buchwald (* 1952 in Freiburg im Breisgau) ist ein deutscher Dirigent, Pianist, Violinist/Violist und Komponist.

## Leben
Er zählt zu den Mitbegründern der Stummfilm-Renaissance. Seit 1978 hat er in ca. 2900 Filmkonzerten etwa 2600 verschiedene Stummfilme begleitet. Er wurde zu den internationalen Filmfestivals Bonner Sommerkino, Le Giornate del Cinema Muto in Pordenone, British Silent Film Festival, Retrospektivenprogramm der Berlinale, Kyoto Film Festival, StummFilmMusikTage Erlangen, Il Cinema Ritrovato in Bologna und auf das Festival Internacional de Cine Recobrado in Valparaíso eingeladen. Das 10. Tokyo International Film Festival wurde mit der restaurierten Fassung des Films Das Mädchen Sumiko eröffnet, zu der Buchwald die Komposition beitrug. Für die rekonstruierte Fassung des Films Der Totentanz wurde Buchwald mit der Komposition beauftragt.
Derzeit ist er musikalischer Direktor des Bristol's Slapstick Silent Film Festival und ständiger Gastdirigent des Philharmonischen Orchesters Freiburg für Stummfilmkonzerte. Daneben dirigiert er die 1992 von ihm gegründeten Freiburger Filmharmoniker. An der Hochschule für Musik Freiburg ist Buchwald als Lehrbeauftragter für Musikpädagogik tätig. Er unterrichtet an der Fachhochschule Nordwestschweiz Instrumentalpädagogik und ist Gastdozent für Filmmusik an der Universität Zürich und der Albert-Ludwigs-Universität Freiburg.
Seine Stilvielfalt von Barock bis Avantgarde, von Folk bis Jazz machen ihn zu einem Filmbegleiter, Duopartner und Ensemblemitglied z. B. des Prima Vista Social Clubs, als Leiter der European Silent Screen Virtuosi oder seines eigenen Ensembles Silent Movie Music Company (unter anderem mit Matthias Stich). Als Dirigent ist Buchwald unter anderem mit Giora Feidman, Markus Stockhausen, dem Isländischen Sinfonieorchester, dem Symphonieorchester der Präfektur Tokio, der Banater Philharmonie und dem Arditti Quartett aufgetreten.
Buchwald ist Mitglied der Interessengemeinschaft Freiburger Komponisten.

## Auszeichnungen
- Prix Européens der Regiostiftung Oberrhein, 1995[5]
- Preisträger des Zelt-Musik-Festival Freiburg, 2000[5]
- Goldene Filmspule der AG Kommunale Kinos Allgäu, 2005
- Reinhold-Schneider-Preis der Stadt Freiburg, 2012[9]